# Сионска Горница
Сионска Горница (лат. Coenaculum), такође позната и као Горња соба, кућа је Светог Јована Богослова, која је имала два спрата, и где је на спрату одржана Тајна вечера где су се састали Исус Христос и апостоли, и то је место где су се десили и други догађаји везани за хришћанство, а описани су у Новом завету.
Зграда, Сионска горница је на Сионској Гори, у граду Јерусалиму, и поред то га што је ту одржана Тајна вечера, то је место где су иначе често боравили апостоли, приликом својих боравака у Јерусалиму.

## Историја
Рана историја Сионске Горнице је неизвесна, било је више покушаја од стране научника да се успостави хронологија заснована на археолошким доказима и неким историјским изворима.
Зграда је током времена рушена и обнављана. Највероватније су је запалили темплари у последњем крсташком рату. Обновили су је фрањевци у 14. веку (1335). У прво време је била црква, касније џамија, синагога.

### Свети Сава као ктитор
Свети Сава је, приликом свог првог ходочашћа у Свету земљу, био велики дародавац манастира и цркава. Приликом обиласка Сиона, са патријархом Атанасијем из Јерусалимске патријаршије, архиепископ Сава је купио кућу (Св. Јована Богослова) тј. Сионска Горницу, од Сарацена (мухамеданаца) и платио је златом и сребром које је добио од краља Радослава. На Сиону је купио и земљиште за српски манастир, подигао је и Цркву Светог Јована коју ће, заједно с кућом, манастиром, даривати као метох Лаври Светог Саве Освећеног, Јерусалимској патријаршији. У потоњим крсташким ратовима и црква и кућа, српски манастир, су порушени.

## Данас
Зграда је данас је у власништву израелске владе. Испод Сионске Горнице је Давидов гроб. Улаз је слободан, али се не може користити за молитву и друге хришћанске обреде.